# Place Koulikovo
La place Koulikovo est l'une des plus principales places d’Odessa, s'appelant par le passé : Place de la révolution d'Octobre entre 1967-1991 Puis rebaptisée en 1991.

## Origine du nom
La place Koulikovo (en russe : Куликово поле, Koulikovo Polé, ukrainien : Куликове поле, Koulykové Polé) est l'une des plus grandes places de la ville d'Odessa, située à proximité de la gare de chemin de fer. Sa superficie est de  10,5 hectares. Sur celle-ci se trouve la Maison des Syndicats, construite en 1958 (ancien Quartier général du Comité régional du PCUS). En 1967-1991, la place a porté le nom de la révolution d'Octobre.

## Histoire
Début du XIXe siècle, le terrain sur lequel la place est construite, appartenaient à la famille Koulikovsky. Cette surface, initialement appelé Place Koulikovsky par les familles bourgeoise, devint par la suite la Place Koulikovo (allusion à la célèbre bataille de la plaine de Koulikovo en 1380).
Sous l'URSS, la place Koulikovo était un lieu où se déroulaient des défilés militaires et des manifestations des habitants d'Odessa à l'occasion d’événements comme : 
- Jour de la Victoire ;
- Anniversaire de la révolution d'Octobre.

Au XIXe siècle et au début du XXe siècle, un cimetière est construit place Koulikovo, où étaient enterrés les détenus de la prison d'à côté. Des enterrements ont également eu lieu pendant la guerre civile en Russie, et après la Grande guerre patriotique. De nos jours, le nombre exact de personnes enterrées sur la place Koulikovo n'est pas connu.
En 1958, au Sud-Ouest de la place, un édifice doté de quatre étages a été construit pour accueillir le quartier général de l'organisation régionale du Parti communiste de l'URSS. Les auteurs de l'édifice sont les architectes G. V. Topouz et L. N. Pavlovskaïa. Après la chute de l'URSS, l'édifice est remis aux Syndicats de la région d'Odessa. En 1967, à la veille du cinquantième anniversaire de la révolution d'Octobre, un monument à Vladimir Lénine (sculpteur M. G. Manizer) est érigé sur la place.

## Événements de 2013-2014
À partir de mars 2014, la place Koulikovo devient le lieu des meetings d'opposition à l'Euromaïdan. Les protestataires aménagent un camp composé de tentes, qui restera jusqu'au 1er mai. 
Le 2 mai, des affrontements entre les groupes pro-ukrainiens et pro-russes ont lieu dans le centre d'Odessa. En début d'après-midi, un groupe de supporters de football, pro-ukrainiens, est attaqué par plusieurs centaines de militants pro-russes. Des projectiles et des cocktails Molotov sont lancés de part et d'autre, et la police ne parviendra pas à empêcher les affrontements entre ces groupes armés et casqués. Quatre personnes sont tuées et plusieurs dizaines d'autres blessées. 
À la fin de l'après-midi, les manifestants soutenant le camp de Kiev passent à l'attaque avec des cocktails Molotov, forçant les pro-russes à se barricader dans la Maison des syndicats. Les militants pro-ukrainiens assiègent le bâtiment et y mettent le feu, provoquant son incendie et la mort d’environ 50 personnes. Parmi les victimes se trouvent des militants pro-russes, mais aussi de simples sympathisants présents ce jour-là sur les lieux,.
Un an après, en 2015, la tension reste présente dans les rues de la ville, malgré un important dispositif policier pour sécuriser la place.